# Zimní stadion Olomouc
 (avril 2025).
Le Zimní stadion Olomouc est une patinoire située dans la ville éponyme en République tchèque.

## Histoire
Construite en 1948, elle a bénéficié de la pose d'un toit en 1967 puis de la l'adjonction de tribunes en 1980. Une reconstruction totale est envisagée. 